# Shaukat Aziz
Shaukat Aziz (Urdu: شوکت عزیز), (født 6. marts 1949 i Karachi, Pakistan) er en pakistansk politiker, der er tilknyttet det konservative centrumsparti Pakistan Muslim League (Q), der traditionelt har støttet den tidligere pakistanske præsident Pervez Musharraf.
Shaukat Aziz blev finansminister i november 1999 og han blev håndplukket af præsident Pervez Musharraf til posten som premierminister efter Zafarullah Khan Jamalis tilbagetræden 6. juni 2004. Efter en kort periode, hvor Chaudhry Shujaat Hussain fungerede som premierminister, tiltrådte den succesrige finansminister Shaukat Aziz som Pakistans premierminister den 28. august 2004 og han fungerede indtil udløbet af valgperioden og fratrådte den 15. november 2007, hvor han blev afløst af Muhammad Mian Soomro, der i kraft af sin position for Senatets (dvs. overhusets) formand fungerede som midlertidig premierminister indtil valgets afholdelse, der blev yderligere forsinket efter attentatet mod Benazir Bhutto den 27. december 2007.

## Eksterne links
- Profile: Shaukat Aziz – fra BBC, 19. august 2004

1. ↑  Navnet er anført på engelsk og stammer fra Wikidata hvor navnet endnu ikke findes på dansk.
2. ↑  Navnet er anført på svensk og stammer fra Wikidata hvor navnet endnu ikke findes på dansk.
3. ↑  Navnet er anført på engelsk og stammer fra Wikidata hvor navnet endnu ikke findes på dansk.